# Iksan
 270.758 (2023)
Iksan (koreansk: 익산) er en sydkoreansk by og jernbaneknudepunkt i provinsen Jeollabuk. Centrum hed tidligere Iri, men blev slået administrativt sammen med de omgivende bebyggelser i 1995. Iksan har 270.758(2023) indbyggere.

## Venskabsbyer
- Culver City
- Odense
- Zhenjiang

## Nævneværdige bysbørn
- Birdie Kim, golfspiller
- Lee Sunmi, medlem af Wonder Girls.